# Bãi thử nghiệm tên lửa White Sands
White Sands Missile Range (WSMR) hay bãi thử nghiệm tên lửa White Sands là một khu vực thử nghiệm tên lửa của quân đội Mỹ, nằm tại bang New Mexico. Bãi thử nghiệm được thành lập từ năm 1941 với tên gọi Alamogordo Bombing and Gunnery Range, đây cũng là nơi diễn ra vụ thử bom nguyên tử Trinity, Socorro County gần thị trấn Carrizozo và San Antonio. Về sau nó đổi tên thành White Sands Proving Ground vào ngày 9 tháng Bảy năm 1945.
White Sands National Park được thành lập từ những năm 1930s cũng nằm trong trường bắn thử nghiệm này.

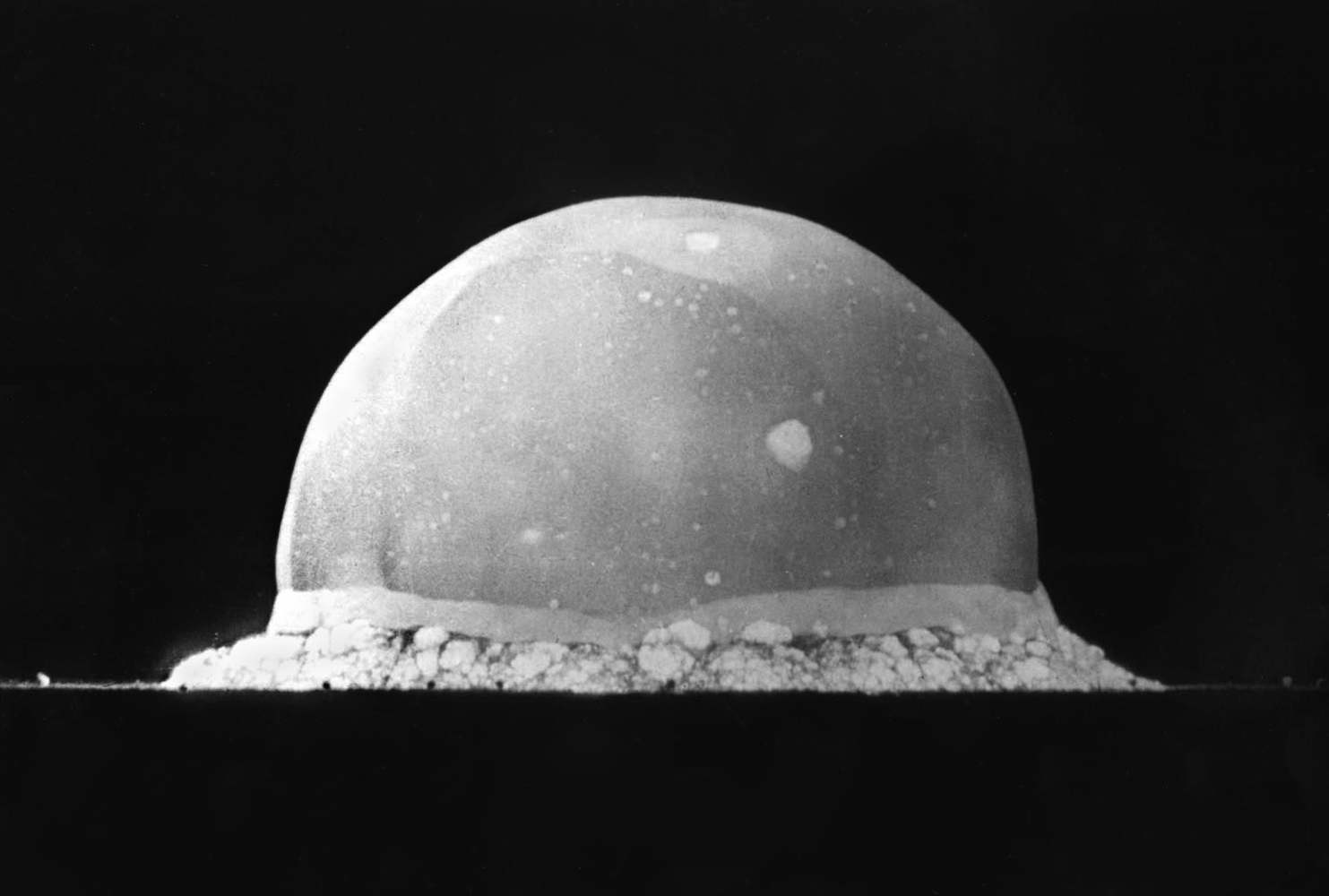
Vụ thử bom hạt nhân Trinity diễn ra vào năm 1945.

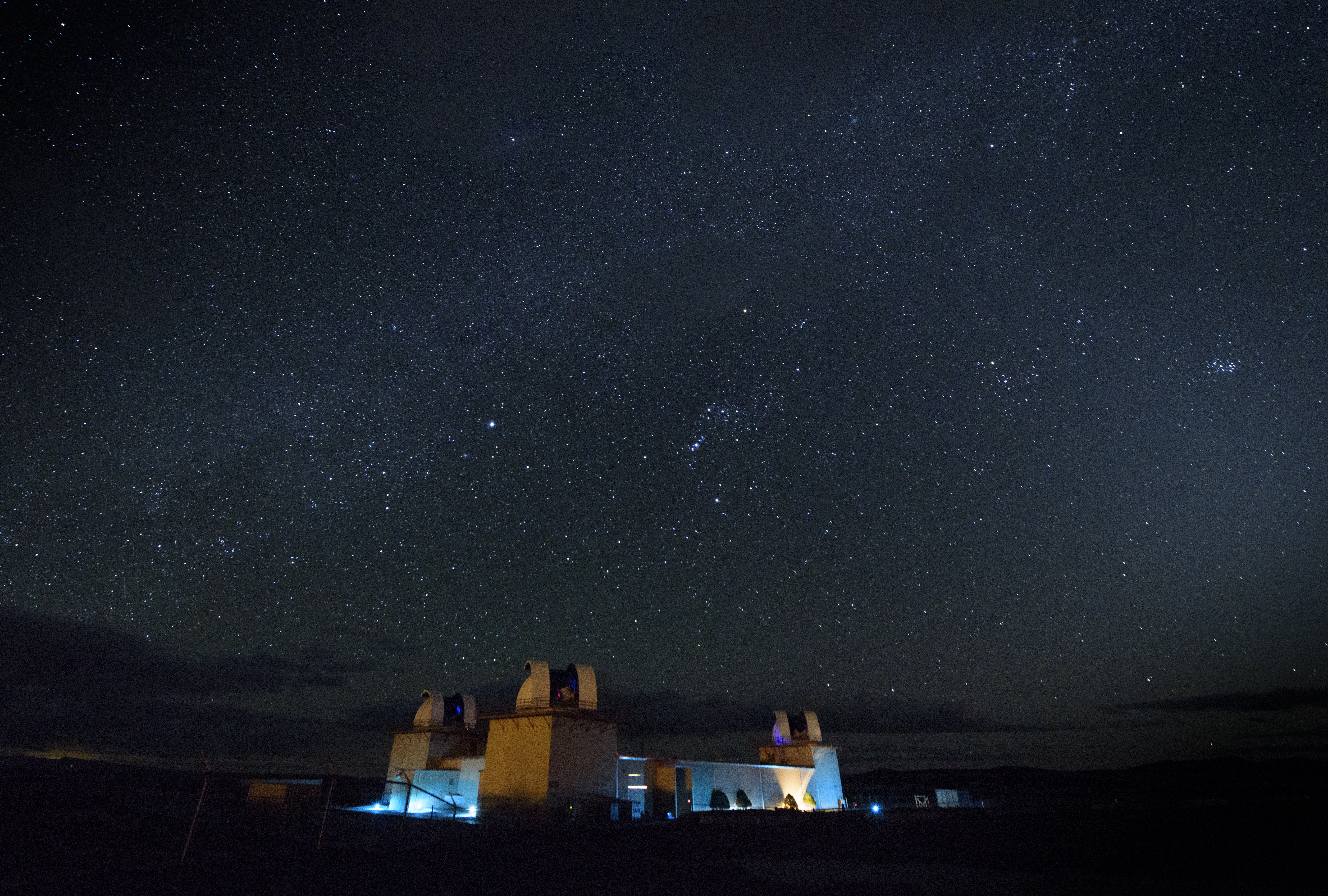

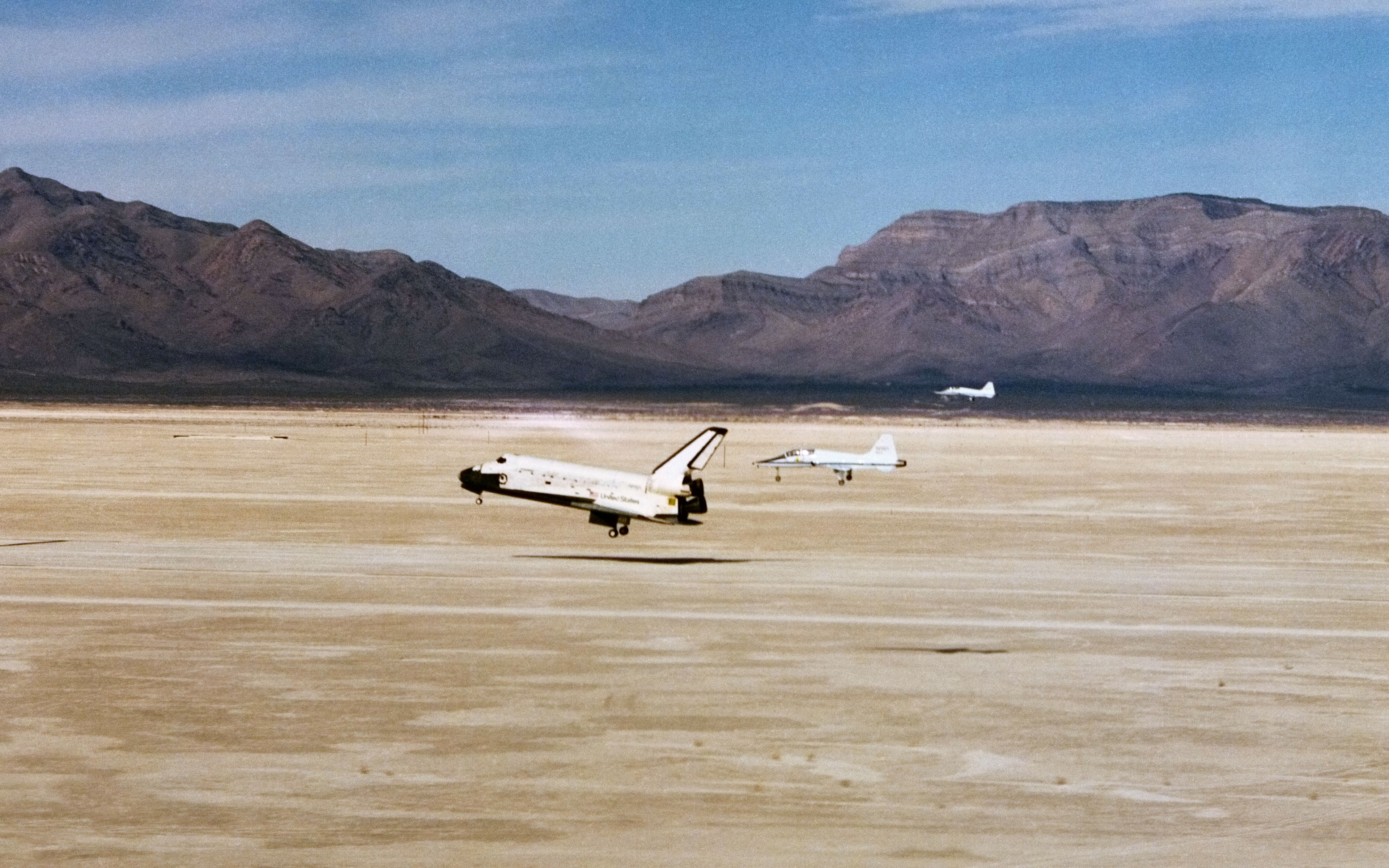
Tàu con thoi Space Shuttle Columbia hạ cánh tại Northrop Strip

## See also
- McDonald Ranch House, location of the final assembly of the world's first nuclear weapon
- Kapustin Yar, the Soviet analog of WSMR
- Peenemunde Army Research Center, WWII German rocket center
- Jornada del Muerto, desert were White Sands Missile Range is located

## External links
- White Sands Missile Range Museum Lưu trữ ngày 9 tháng 5 năm 2008 tại Wayback Machine

1. ↑  White Sands Administrative History (Báo cáo). National Park Service. Truy cập ngày 26 tháng 11 năm 2022.
2. ↑  "Condron Army Airfield (2444053)". Hệ thống Thông tin Địa danh. Cục Khảo sát Địa chất Hoa Kỳ. http://geonames.usgs.gov/pls/gnispublic/f?p=gnispq:3:::NO::P3_FID:2444053. (Doña Ana county—entered in the GNIS on 20 March 2011)
3. 1 2
4. ↑  "Leadership White Sands Missile Range". U.S. Army. Truy cập ngày 26 tháng 11 năm 2022.
5. ↑  "LTG Gwen Bingham". Association of the United States Army. ngày 28 tháng 3 năm 2017. Truy cập ngày 26 tháng 11 năm 2022.